# Holstein-Frísia (raça bovina)

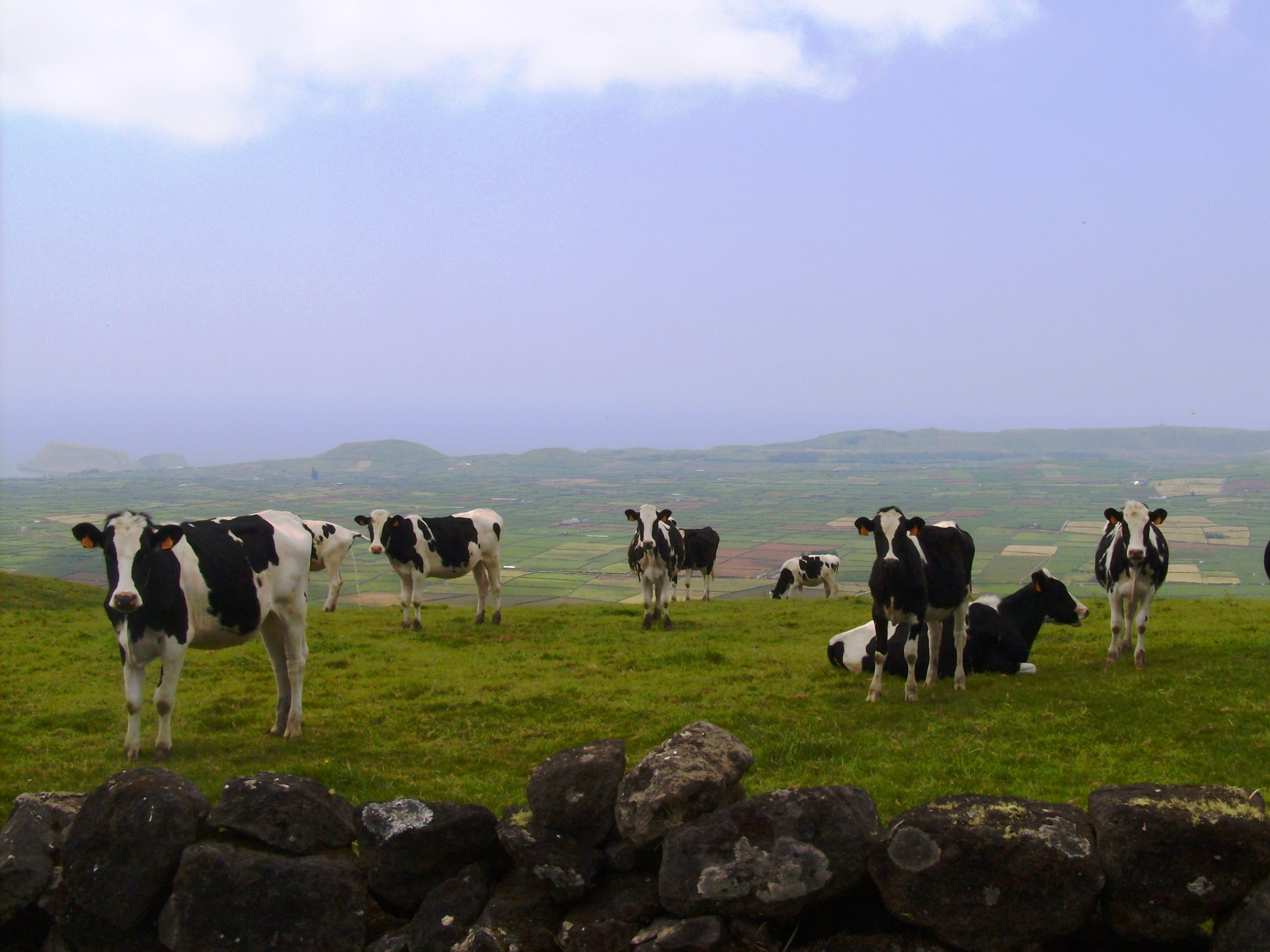
Vacas Holstein nos Açores.

Holstein, também referida como Holstein-Frísia e popularmente conhecida como Gado Holandês, é uma raça de gado bovino.

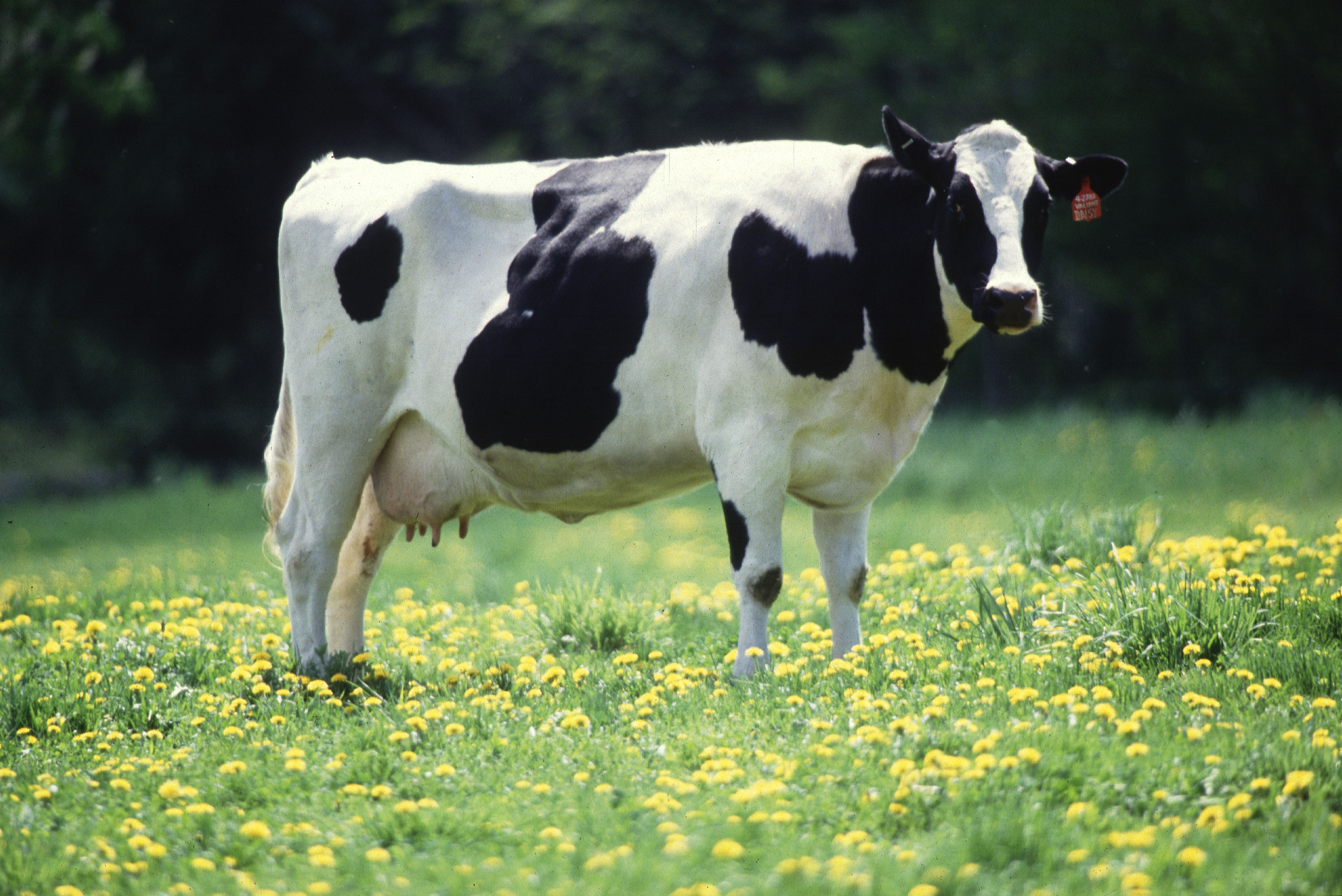
Vaca holandesa.

Originária da Europa, surgiu primitivamente entre a Frísia (norte dos Países Baixos) e o Holstein (Alemanha), há cerca de vinte séculos. 

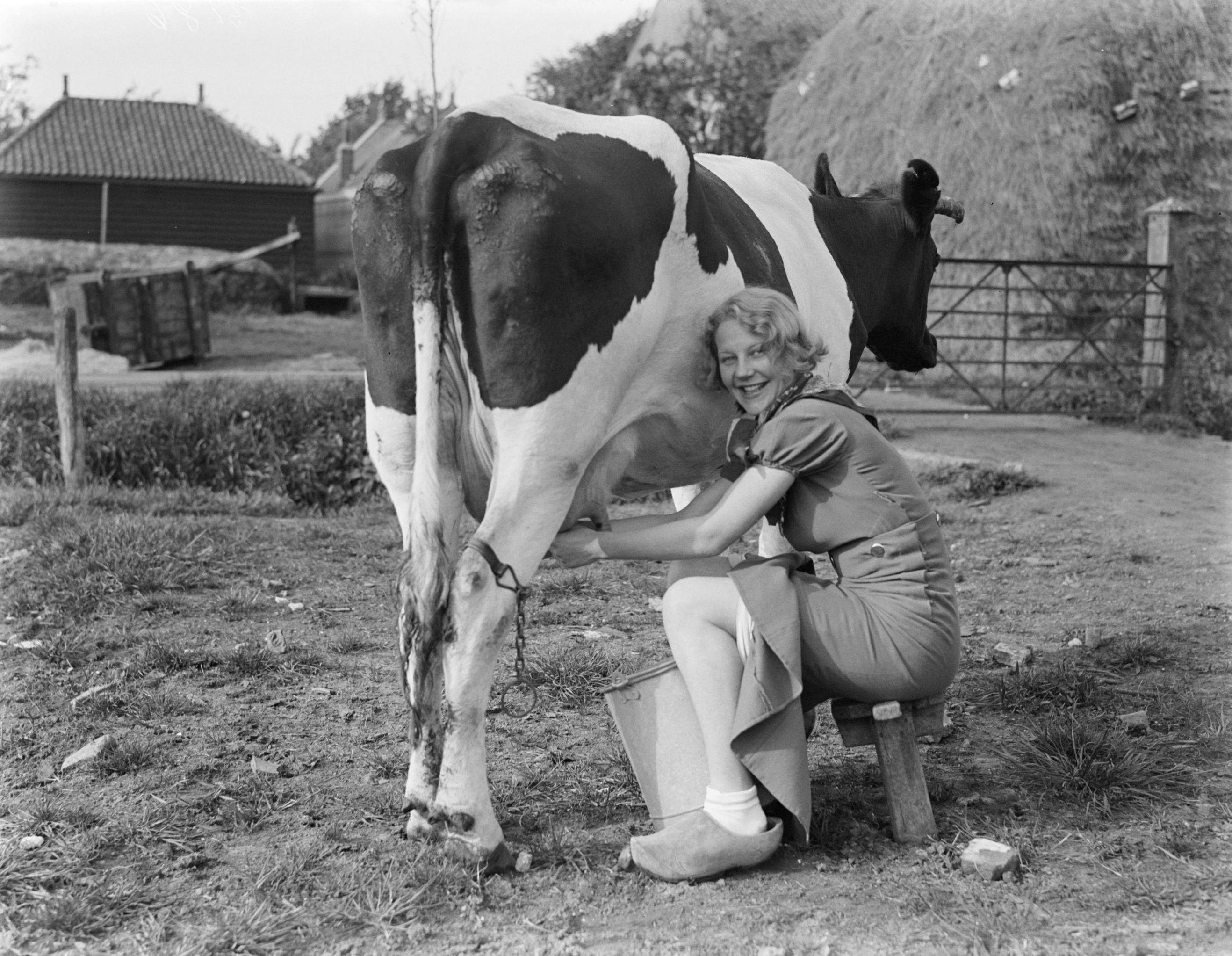
Ordenha na Holanda, em 1933.

Tal raça desde muitos séculos tem sido criada nos Países Baixos, no Norte da Alemanha e na Dinamarca, tanto pela carne quanto pelo leite, e destas regiões foi levada para o restante do mundo.

É uma das raças de maior aptidão leiteira conhecida, sendo comum nos Açores e no Brasil, em especial no Centro-Sul do país.

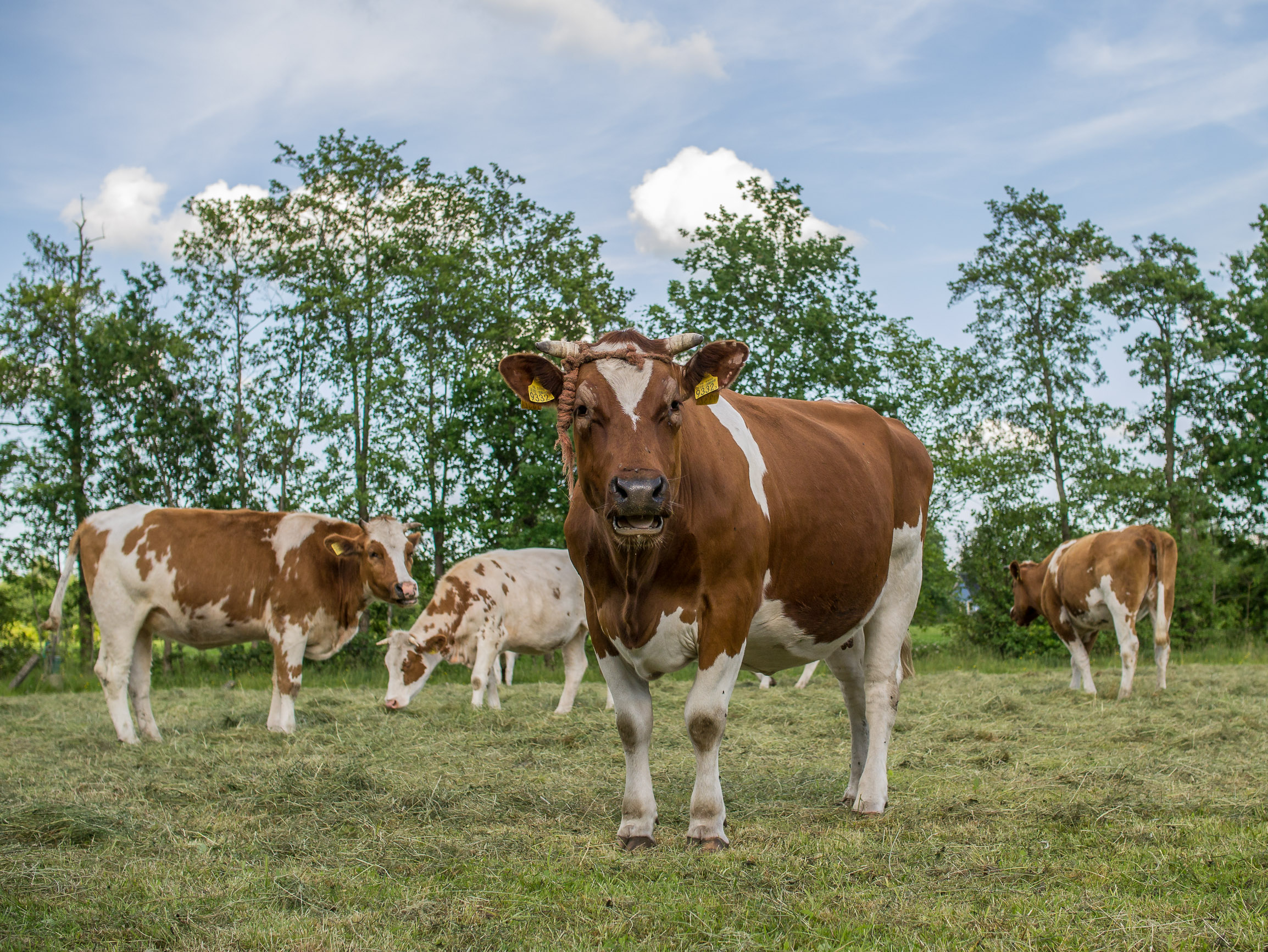
Rebanho da variedade vermelha e branca

## Características
- Pelagem malhada de preto-branco ou vermelho-branco; ventre e vassoura da cauda branca;
- Cabeça bem moldada, altiva, fronte ampla e moderadamente côncava, chanfro reto, focinho amplo com narinas bem abertas, mandíbulas fortes;
- Pescoço longo e delgado que se une suavemente na linha superior ao ombro refinado e cruz angulosa e as vértebras dorsais que se sobressaem e inferiormente ao largo peito com grande capacidade circulatória e respiratória;
- Dorso reto, forte e linha lombo-dorsal levemente ascendente no sentido da cabeça;
- Garupa comprida, larga e ligeiramente desnivelada no sentido quadril - ponta da nádega;
- Coxas retas, delgadas e ligeiramente côncavas, bem separadas entre si, cedendo amplo lugar para o úbere simétrico, largura e profundidade moderado e fortemente inserido ao abdômen e na base do osso da bacia;
- Pernas com ossatura limpa, chata e de movimentos funcionais que terminam em patas de quartelas fortes e cascos bem torneados;
- Pele fina e pregueada e pelo fino e macio.